# Province cartusienne de France-sur-Loire
Pour l’ordre des Chartreux, la définition des provinces correspond à un groupe de maisons et non à un espace géographique.

## Histoire
Vers 1150, l'ordre est divisé en deux provinces : la première, comprenant les maisons au-delà du Rhône, ou province de Bourgogne, en latin : Provincia Burgundiæ; la seconde, formée des maisons en deçà du Rhône ou province cartusienne de Genève.
Les chartreuses ne commencent à être divisées en provinces qu'au chapitre général de 1301. Les 52 chartreuses existantes sont tout d’abord distribuées dans les provinces de France, de Provence, de Bourgogne, de Lombardie et de Genève.
Au XVe siècle, il n'y a qu'une Province de France (17 chartreuses). 
En 1629, les chartreuses de Paris, de Rouen, de Troyes, de Dijon et d'Orléans font partie de la province de France-sur-Loire.
En 1688 ou 1701, selon les sources la province de France est également divisée en deux, dont l'une reçoit le nom de France-sur-Seine (11 monastères)  et l'autre est appelée province de France-sur-Loire, en latin : Provinciæ Franciæ ad Ligerim, (9 monastères).

## Liste des chartreuses
Par date de fondation :
- Valdieu 1170-1790
- Le Liget 1178-1790
- Apponay 1185-1790
- Bellary 1209-1790
- Val d’Espérance 1229-1233 ?
- Le Parc 1235-1790
- Oiron 1396-1446
- Nantes 1446-1790
- Auray 1480-1790
- Orléans 1621-1790
- Moulins 1623-1790

## Visiteurs de la province
- Jean Michel de Vesly (1535-†1600), profès de Paris, en 1571, il devient prieur de la chartreuse du Liget, prieur de Paris, en 1576 et visiteur de la province de France-sur-Loire[5].

- Fougereux (†1709), né à Tours, profès du Liget, visiteur de sa Province pendant près de 30 ans, prieur de la chartreuse de Nantes, il s'est fait déposer lorsqu'il perdit la vue[6].

- Philippe Boitouset, prieur d'Orléans (1710-1716)[3].

- Augustin Boitouset, prieur d'Orléans (1730-1755)

- 1750 : Jean-Baptiste de la Vau, prieur de Nantes[7].